# 荔枝角中
荔枝角中（英語：Lai Chi Kok Central，代號F13）是香港深水埗區議會已撤銷的選區，2015年設立，由數個私人屋苑組成，末任區議員為民主黨成員袁海文。

## 範圍
選區位於長沙灣西部，現時包括一號·西九龍、泓景臺、昇悅居和宇晴軒，與其相連的選區有幸福、荔枝角南、荔枝角北、美孚南、美孚北。選區名稱來自原有荔枝角選區，投票站設於荔枝角社區會堂。

## 沿革
荔枝角中選區要由前身荔枝角北選區說起。由於西九四小龍（即泓景臺、昇悅居、碧海藍天及宇晴軒合稱）及海麗邨於2004至2007年間入伙，原荔枝角選區（即現時北、中和南選區範圍）人口超出法例容許的上限，2007年選管會劃出泓景臺、昇悅居及宇晴軒加上長沙灣工業區一帶，成為荔枝角北選區。
2007年區議會選舉，選區人口約20,563人，其中有5,144位選民，原荔枝角選區區議員民主黨莊志達和新世紀論壇劉偉倫爭奪此新增議席，最終莊志達以1,484票擊敗對手。莊志達為人工作勤力，但有飲酒習慣，曾因此醉酒鬧事。
2011年區議會選舉，人口估算約21,395人，其中有6,610位選民，莊志達沒有競選連任，民主黨派北區前區議員黃良喜參選，另有梁昭鴻、黎志良、獲九龍社團聯會支持的李祺逢和人民力量譚世傑競選此議席，在五人混戰下，李祺逢以1,312票擊敗其他對手。李隨後2012年立法會支持梁美芬，更加入經民聯，而經民聯更於區內的泓景臺商場開設辦事處。
區內人口持續增加，2014年選舉管理委員會決定將荔枝角北選區分拆，將昇悅居、泓景臺和宇晴軒及2013年入伙的一號·西九龍劃成新選區荔枝角中。由於前荔枝角北選區由民主黨成員擔任，根據泛民主派協調機制，民主黨享有本區參選的優先權，於是派出九龍西支部主席袁海文服務本區，而李祺逢在加入西九新動力及經民聯之後，亦在本區爭取連任。
由於本區發展超過十年，居民以中產階層為主，對泛民爭取選票有利，加上雙方勢均力敵，結果吸引到65.32%的選民投票，成為2015年區議會選舉中最高投票率的選區。然而李祺逢因未能完成其2011年選舉政綱中爭取停止西九龍填海區第六地盤公屋發展（即海達邨）、長沙灣家禽批發市場搬遷及四小龍商場通道延長開放等事宜，結果以2,229票敗給袁海文的2,357票。
2019年區議會選舉，民主黨袁海文競逐連任，而上屆敗選的西九新動力及經民聯李祺逢亦繼續參選。最終袁海文擴大領先優勢，以接近二千票之差再次擊敗李祺逢。荔枝角中選區投票率於本屆達81.9%，較去屆再上升超過十五個百分點。

## 歷屆議員
| 屆別           | 議員   | 政治聯繫 | 政治聯繫 |
| -------------- | ------ | -------- | -------- |
| 2016年－2019年 | 袁海文 |          | 民主黨   |
| 2020年－2023年 | 袁海文 |          | 民主黨   |

## 歷屆選舉結果
| 政党   | 政党   | 候选人    | 票数  | %     | ±      |
| ------ | ------ | --------- | ----- | ----- | ------ |
|        | 民主黨 | ①. 袁海文 | 4,503 | 63.54 | +12.52 |
|        | 經民聯 | ②. 李祺逢 | 2,584 | 36.46 | -12.52 |
| 多数票 | 多数票 | 多数票    | 1,919 | 27.08 | 23.10  |

| 政党   | 政党   | 候选人    | 票数  | %     | ±      |
| ------ | ------ | --------- | ----- | ----- | ------ |
|        | 經民聯 | ①. 李祺逢 | 2,229 | 48.98 | 新選區 |
|        | 民主黨 | ②. 袁海文 | 2,353 | 51.02 | 新選區 |
| 多数票 | 多数票 | 多数票    | 117   | 3.98  | 新選區 |